# Teplator
Teplator je návrh malého modulárního reaktoru (SMR) navržený konsorciem Západočeské univerzity v Plzni a Českým institutem informatiky, robotiky a kybernetiky Českého vysokého učení technického v Praze.  Teplator vychází z dekád vývoje v jaderné energetice a z již dříve osvědčených technologií tepelných jaderných reaktorů. Svou konstrukcí se nejvíce podobá známému energetickému kanadskému typu CANDU. Cílem návrhu je vytvořit standardizovaný malý modulární reaktor, který bude cenově dostupně poskytovat bezemisní teplo pro účely dálkového vytápění nebo chlazení. Teplator je kanálový těžkovodní reaktor využívající těžkou vodu jako chladivo i moderátor. Charakteristickým prvkem návrhu je možnost využití již použitého jaderného paliva z konvenčních reaktorů (BWR, PWR a VVER) nebo mírně obohaceného čerstvého paliva.
Konstrukce reaktoru a jeho systémů mimo jiné disponuje dvěma akumulačními nádržemi, které slouží k akumulaci tepla. Tato inovativní konstrukce umožňuje nepřetržitou dodávku tepla pro odběratele i za předpokladu, že odběr není konstantní v průběhu celého dne. Tepelná uložiště vykrývají špičky při vyšší spotřebě a zároveň akumulují teplo v době, kdy je poptávka nižší než výroba. Tato tepelná uložiště rovněž slouží jako pasivní bezpečnostní prvek pro odvod zbytkového tepla po odstavení reaktoru.

## Technologie

### Základní princip
Teplator využívá tříokruhové uspořádání – primární okruh, vložený okruh a teplárenský okruh. Ve srovnání s velkými reaktory je Teplator navržen pro mnohem nižší provozní tlak a teplotu v primárním okruhu, což s sebou přináší některé benefity. Celý primární okruh je tvořen tzv. kalandrií obsahující palivové kanály s jaderným palivem, hlavním tepelným výměníkem, kompenzátorem objemu a dvěma cirkulačními čerpadly. 
Kalandrie obklopuje palivové kanály a je vyplněna těžkovodním moderátorem. Kanály kalandrie jsou vyrobeny ze zirkonia, do kterých je vloženo palivo. Pracovní tlak a teplota moderátoru jsou nižší než parametry chladiva v samotném primárním okruhu; moderátor a chladivo jsou od sebe za provozu odděleny.
Vložený okruh slouží k oddělení primárního chladiva a samotné teplárenské soustavy. V primárním okruhu chladivo proudí všemi palivovými kanály a mísí se v horní směšovací komoře. Ze směšovací komory vede hlavní cirkulační potrubí napojené k samostatnému hlavnímu tepelnému výměníku. Chladivo prochází primární stranou tepelného výměníku a poté se přes dvě cirkulační čerpadla a dvě cirkulační smyčky vrací zpět do reaktoru ke tlakovým kanálům.
Celá aktivní zóna reaktoru je jak v axiálním, tak v radiálním směru obklopena grafitovým reflektorem.
Vložený okruh návrhu Teplatoru slouží k přenosu tepla z primárního okruhu do systému dálkového vytápění. Jako pracovní látka pro přenos tepla je využita lehká voda. Součástí sekundárního okruhu jsou dvě akumulační nádrže ve formě tepelných zásobníků, které plní funkci systému ukládání energie. Kromě vyrovnávání špiček poptávky slouží nádrže také k odvádění a ukládání zbytkového tepla z primárního okruhu po odstavení reaktoru. 
Třetí okruh, neboli okruh dálkového vytápění, který distribuuje teplo konečnému uživateli, je oddělen od reaktoru dvěma výměníky tepla, čímž je zcela bezpečně oddělen od aktivních částí Teplatoru.

### Design aktivní zóny
Aktivní zóna Teplatoru se skládá z rovnoměrně rozmístěných kanálů umístěných v kalandrii. V každém palivovém kanále je palivový soubor, který díky samotnému designu může obsahovat použité jaderné palivo z lehkovodních reaktorů. Výchozí design aktivní zóny uvažuje využití použitého paliva z reaktoru typu VVER-440. V tomto případě je aktivní zóna složena z celkem 55 palivových souborů rozmístěných v hexagonální mříži.
Alternativně je možné použít čerstvé palivo s mírným obohacením, které je nižší než u klasických lehkovodních reaktorů VVER-440. Okolo paliva proudí chladivo, kterým je těžká voda. Výstupní teplota chladiva z reaktoru dosahuje až 192 °C, provozní nominální tlak je maximálně 2 MPa.
Těžká voda, nacházející se v kalandrii jako moderátor mimo tlakové kanály, je udržována na téměř atmosférickém tlaku a teplotě do 60 °C, což odstraňuje potřebu silné a drahé tlakové nádoby reaktoru. Roční provoz Teplatoru po dobu jedné kampaně je navržen na 10 měsíců tak, aby odpovídal potřebám České republiky z hlediska topné sezóny.

### Řízení reaktivity reaktoru
Pro řízení reaktivity je Teplator vybaven dvěma nezávislými systémy. Regulace reaktivity během normálního provozu je realizována změnou pozice regulačních tyčí. Teplator má celkem tři druhy absorpčních tyčí – odstavné, kompenzační a regulační, přičemž každé plní svou funkci. Druhý systém je založen na čerpání moderátoru do nebo z kalandrie, což je charakteristické pro reaktory typu CANDU. Každý systém je navržen tak, aby byl schopen bezpečně odstavit reaktor i bez zapůsobení druhého systému. Kombinace obou systémů tak zajišťuje bezpečnost reaktoru ve všech provozních stavech.

### Tepelné výměníky
Teplator pracuje pouze s kapalnými fázemi teplonosných médií, ať už mezi primárním a vloženým okruhem, nebo mezi vloženým okruhem a teplárenským okruhem. Z tohoto důvodu se neočekává generování páry v žádném z výměníků, a nelze tedy mluvit o parogenerátorech jako u většiny tlakovodních reaktorů.

### Kontejnment
Systém kontejnmentu Teplatoru zahrnuje železobetonovou konstrukci ve formě hermetických boxů kolem samotného reaktoru a ochrannou železobetonovou konstrukci reaktorové budovy. V těchto prostorách se nacházejí všechny důležité systémy a komponenty.

## Architektura
V roce 2023 architektonický koncept Teplator, tzv. Trilobit, získal v soutěži Urbanistický projekt roku 2023 cenu veřejnosti a cenu Národního centra stavebnictví 4.0. Trilobit je navržený českým architektem Ing. arch. Michalem Postráneckým.